# کامی اگلون
کامی اگلون (فرانسوی: Camille Ayglon‎؛ زادهٔ ۲۱ مهٔ ۱۹۸۵) بازیکن هندبال اهل فرانسه است.